# Nucleo di Edinger-Westphal

Sezione condotta attraverso i tubercoli quadrigemini superiori che mostra il percorso del nervo oculomotore

Il nucleo di Edinger-Westphal (o nucleo oculomotore accessorio) è il nucleo visceroeffettore parasimpatico del III paio di nervi encefalici (nervo oculomotore comune). Innerva attraverso il ganglio ciliare i muscoli costrittore della pupilla e ciliare.

## Posizione
Questo nucleo, pari e simmetrico, è situato dorsalmente al nucleo motore del nervo oculomotore e ventralmente all'acquedotto mesencefalico nel mesencefalo rostrale, a livello dei tubercoli quadrigemini superiori.
È il più rostrale dei nuclei parasimpatici del tronco encefalico.

## Funzione
Il nucleo di Edinger-Westphal fornisce fibre pregangliari parasimpatiche al ganglio ciliare che, con le sue fibre postgangliari parasimpatiche unitamente alle fibre ortosimpatiche postgangliari provenienti dal ganglio cervicale superiore, innerva il muscolo costrittore della pupilla e il muscolo ciliare del cristallino. Riceve afferenze dal tratto ottico accessorio attraverso i nuclei della regione pretettale sia omolaterali sia controlaterali, mediando così il riflesso di miosi e il riflesso di accomodazione.

## Eponimo
Il nucleo prende il nome dagli anatomisti Ludwig Edinger, che nel 1885 ne mostrò l'esistenza nel feto, e Carl Friedrich Otto Westphal, che lo osservò nell'adulto nel 1887.

## Tavole

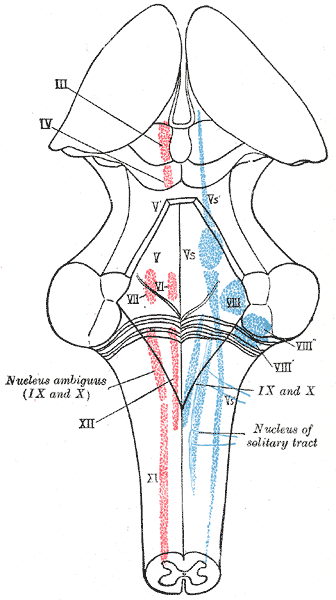
Schema dei nuclei dei nervi encefalici, vista dorsale. Nuclei motori in rosso, nuclei sensitivi in blu.
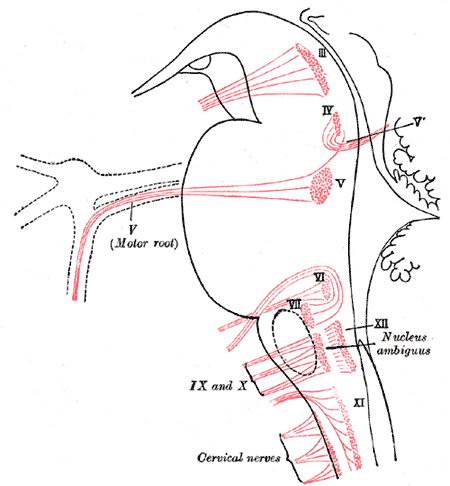
Nuclei motori dei nervi encefalici, vista laterale
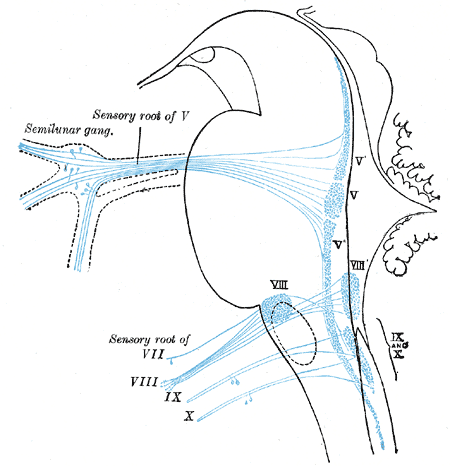
Nuclei sensitivi primari dei nervi encefalici, vista laterale